# Austrodecus breviceps
Austrodecus breviceps là một loài nhện biển trong họ Austrodecidae. Chúng được miêu tả khoa học năm 1938 bởi Gordon.